# Enaliarctos
Enaliarctos is een geslacht van uitgestorven mariene zoogdieren. Vóór de ontdekking van Puijila vertegenwoordigden de vijf soorten van het geslacht Enaliarctos de oudst bekende fossielen van vinpotigen. Ze werden gevonden in lagen uit het Laat-Oligoceen en Vroeg-Mioceen (circa. 24 tot 22 miljoen jaar geleden) van Californië en Oregon.

## Beschrijving
De ontwikkeling van dit primitieve 150 centimeter lange zeezoogdier was nog niet voltooid. De knipkiezen waren nog steeds aangepast aan een carnivoor dieet. Voor de voortbeweging had het dier nog steeds duidelijke poten, waaraan peddels zaten. Het had een korte staart en ontwikkelde ledematen met zwemvliezen. In tegenstelling tot de huidige zeeleeuwen had het een reeks snijdende tanden; de aanwezigheid van snijdende tanden toont aan dat Enaliarctos met prooien naar de kust moest terugkeren om ze te kauwen en in te slikken. Toch had Enaliarctos enkele zeeleeuwachtige kenmerken, zoals grote ogen, gevoelige snorharen en een gespecialiseerd binnenoor om onder water te horen.

## Leefwijze
Dit gestroomlijnde dier had een half-aquatische leefwijze. Zijn voedsel, dat bestond uit vissen en schelpdieren, haalde het uit de oceaan. Voor de jacht maakte het dier gebruik van bepaalde zintuigen, zoals zijn grote ogen, zijn gevoelige snorharen, die trillingen konden waarnemen en zijn buitengewone oren, die resonanties onder water konden lokaliseren. Zijn neus vervulde hierbij een ondergeschikte rol.

## Evolutie
Enaliarctos wordt gezien als de voorouder van alle bekende vinpotigen, waaronder de families Otariidae (pelsrobben en zeeleeuwen), Desmatophocidae (uitgestorven zeehonden die convergent zijn met vinpotigen), Phocidae (echte zeehonden) en Odobenidae (walrussen). Uit onderzoek naar de biomechanica van Enaliarctos blijkt dat hij zowel zijn voorpoten als achterpoten gebruikte tijdens het zwemmen. De huidige pelsrobben en zeeleeuwen gebruiken alleen hun voorpoten, terwijl echte zeehonden vooral hun achterpoten gebruiken om zich voort te bewegen; de walrus tenslotte gebruikt zowel zijn voor- als achterpoten om te zwemmen. Er wordt verondersteld dat de aandoening bij Enaliarctos voorouderlijk is voor alle vinpotigen, en dat het zwemmen met de voorste ledematen verloren ging bij de echte zeehonden, terwijl het zwemmen met de achterste ledematen verloren ging bij de pelsrobben en zeeleeuwen. Dit is veelzeggend omdat er veel discussie is geweest over de vraag of vinpotigen een gemeenschappelijke afkomst hebben. Interpretatie van Enaliarctos geeft aan dat alle vinpotigen een gemeenschappelijke voorouder hebben (die, als het niet Enaliarctos was, iets moet zijn geweest dat er erg op lijkt, zoals de meer recent ontdekte Puijila darwini, waarvan de verwantschap echter omstreden is).
Enaliarctos emlongi wordt vertegenwoordigd door fossielen uit de kuststrook van Oregon. Hij kwam voor tussen 13 en 20 miljoen jaar geleden, tijdens het Hemingfordien van het Mioceen. Hij werd in 1991 door paleontoloog Annalisa Berta vernoemd naar de beroemde fossielenverzamelaar Douglas Emlong.

## Vondsten
Resten van dit dier werden gevonden in de Noord-Amerikaanse Grote Oceaan.